# Nelson Javier Ozuna
Nelson Javier Ozuna (19 de enero de 1985) es un deportista dominicano que compitió en bádminton. Ganó una medalla de bronce en los Juegos Panamericanos de 2015, en la prueba de dobles.

## Palmarés internacional
| Juegos Panamericanos | Juegos Panamericanos | Juegos Panamericanos | Juegos Panamericanos |
| Año                  | Lugar                | Medalla              | Prueba               |
| -------------------- | -------------------- | -------------------- | -------------------- |
| 2015                 | Toronto (Canadá)     | Medalla de bronce    | Dobles               |